# Contea di Snohomish
La contea di Snohomish, in inglese Snohomish County, è una contea dello Stato di Washington, negli Stati Uniti. La popolazione al censimento del 2010 era di 713 335 abitanti. Il capoluogo di contea è Everett.

## Geografia
La contea si trova nel centro-est dello Stato e si affaccia sullo stretto di Puget. Il confine orientale è costituito dalla parte nord della Catena delle Cascate. Il punto più alto è Glacier Peak che si trova nell'arco vulcanico delle Cascate. Nella contea si trovano la Riserva Snoqualmie, la Riserva stillaguamish e la Riserva Tulalip.
All'interno del territorio della contea è presente il cono di cenere White Chuck Cinder Cone.

### Contee confinanti
- Contea di Skagit - nord
- Contea di Chelan - est
- Contea di King - sud
- Contea di Island - ovest
- Contea di Kitsap - sud-ovest

## Storia
La contea prende il suo nome dai nativi principali dell'area, gli Snohomish. La contea fu fondata nel 1861.

## Comuni

### Cities
- Arlington
- Bothell
- Brier
- Edmonds
- Everett (capoluogo)
- Gold Bar
- Granite Falls
- Lake Stevens
- Lynnwood
- Marysville
- Mill Creek
- Monroe
- Mountlake Terrace
- Mukilteo
- Snohomish
- Stanwood
- Sultan
- Woodway

### Towns
- Darrington
- Index

### Census-designated places
| - Alderwood Manor - Arlington Heights - Bothell East - Bothell West - Bryant - Bunk Foss - Canyon Creek - Cathcart - Cavalero - Chain Lake | - Clearview - Eastmont - Esperance - Fobes Hill - Hat Island - High Bridge - Kayak Point - Lake Bosworth - Lake Cassidy - Lake Goodwin | - Lake Ketchum - Lake Roesiger - Lake Stickney - Larch Way - Lochsloy - Machias - Maltby - Martha Lake - May Creek - Meadowdale | - Mill Creek East - Monroe North - North Lynnwood - North Marysville - North Sultan - Northwest Stanwood - Oso - Perrinville - Picnic Point - Silvana | - Silver Firs - Sisco Heights - Startup - Sunday Lake - Swede Heaven - Three Lakes - Verlot - Warm Beach - Woods Creek |